# Mlýnce (zámek)
Mlýnce jsou novogotický zámek ve stejnojmenné vesnici pět kilometrů jihozápadně od Vroutku v okrese Louny. Od roku 1964 je chráněn jako kulturní památka.

## Historie
První písemná zmínka o tvrzi, která byla předchůdcem zámku, pochází z období po husitských válkách, kdy na ní sídlili příslušníci rodu Harantů z Kořen. V roce 1614 ji koupil Václav starší ze Štampachu, ale brzy (1622) přišel za účast na stavovském povstání o veškerý majetek. Mlýnce o rok později koupila jeho manželka Barbora z Malešic a Poutnova a její potomci panství vlastnili až do 19. století.
Původní tvrz nechal zbořit v roce 1733 Václav Kager ze Štampachu a na jejím místě postavit barokní čtyřkřídlý zámek. Novogotickou podobu získal v letech 1883–1889, kdy patřil bratrům Josefu, Alfonsovi a Jiřímu Baernreutherům. Ti také nechali přistavět zámeckou kapli a založili park s alejí pnoucích růží.
Po roce 1950 zámek patřil lubeneckému státnímu statku, který v něm provozoval byty, kanceláře a jídelnu. Poté, co zámek v roce 1967 vyhořel, byla obnovena jen malá část, která dále sloužila jako kuchyně a jídelna.

## Stavební podoba
Původní zámek byla čtyřkřídlá budova postavená okolo obdélníkového nádvoří se schodišti v protilehlých nárožích. Mansardovou střechu zdobí novogotické stupňovité štíty.

## Přístup
Veřejnosti nepřístupný zámek se nachází přímo ve vesnici a okolo jeho zahrady vede žlutě značená turistická značka z Lubence.